# Ústecko-teplická dráha
Ústecko-teplická dráha (úřední německý oficiální název k. k. privilegierte Aussig-Teplitzer Eisenbahn-Gesellschaft, A. T. E., ATE) byla soukromá železniční společnost v severních Čechách v tehdejším Rakousku-Uhersku (a později krátce i v Československu). Firmu založila roku 1856 v Teplicích skupina místních podnikatelů a průmyslníků, aby jejím prostřednictvím vybudovali první trať do Ústí nad Labem (Aussig, odtud i samotný název). Později společnost provozovala rozsáhlou síť drah a navazujících vleček v Podkrušnohoří, po kterých přepravovala především hnědé uhlí těžené v okolních dolech. Její seřaďovací nádraží v Ústí nad Labem, předané do provozu roku 1874, bylo v době otevření největší v Rakousku-Uhersku.
Po ekonomické stránce šlo o nejvýnosnější železniční společnost v Rakousku-Uhersku. Koncem 19. století ročně přepravovala až 870 tisíc tun uhlí; v roce 1910 již šlo o desetinásobek. Podpořena velkým kapitálem a zisky z lukrativní přepravy uhlí, rozhodla se společnost ATE v devadesátých letech 19. století realizovat nejdelší místní dráhu v Českých zemích, takzvanou Severočeskou transverzálku. Tato trať o délce 143 km, vedoucí napříč severními Čechami, měla svůj začátek v Řetenicích u Teplic (na stávající hlavní trati Ústí nad Labem – Chomutov) a vedla přes Lovosice, Litoměřice a Českou Lípu až do Liberce. Poslední úsek dráhy byl do provozu předán v září 1900.
Svého vrcholu dosáhla společnost krátce před první světovou válkou, poté ale vlivem války přišlo omezení dopravy a pokles obratu. Po roce 1918 sice společnost zůstala mezi posledními třemi velkými soukromými železnicemi (spolu s Buštěhradskou dráhou a dráhou Košicko-bohumínskou), generovala však rok od roku zvyšující se schodek. Její zestátnění bylo schváleno československým parlamentem v červnu 1922 a k 1. lednu následujícího roku vstoupilo v platnost. Úředně společnost zanikla teprve k prvnímu dni roku 1924 vymazáním z obchodního rejstříku.
Všechny tratě vybudované Ústecko-teplickou dráhou jsou i nadále v provozu. Bývalá hlavní trať ATE funguje jako nejdůležitější železnice, spojující velká města v prostoru mezi Ústím nad Labem a Chomutovem. Postupně byla v celé délce elektrizována a roku 1984 v úseku mezi Mostem a Chomutovem kvůli postupující těžbě uhlí i přeložena. Transverzální dráha Řetenice – Liberec svého významu mírně pozbyla a byla provozně rozdělena na menší části, dopravě však slouží v celé délce.

## Historie

### Vznik

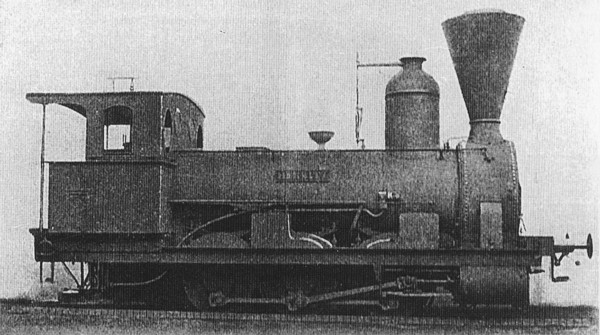
Lokomotiva typu IIb, kterou ATE zakoupila roku 1870

Až do poloviny 19. století byla česká strana podkrušnohorské oblasti zcela bez železnic. První impuls, který později vedl k založení společnosti ATE, proběhl dne 23. června 1850, kdy skupina místních osobností (mezi hlavní iniciátory patřil teplický advokát Franz Stradal) předložila podání, ve kterém žádala stát, aby vybudoval železnici pod Krušnými horami, a pokud se tak nestane, plánovala ucházet se okoncesi sama. V té době však stát ustoupil od budování železnic, a tak byl po několika dalších pokusech ustaven komitét, sdružující významné osobnosti Teplicka a Ústecka za účelem vybudování železnice. Jeho první zasedání se konalo 8. prosince 1855 v Praze. 26. července 1856 stejný komitét ustavil akciovou společnost k. k. privilegierte Aussig-Teplitzer Eisenbahn- und Bergbau- Gesellschaft k vystavění trati mezi Ústím nad Labem a Teplicemi. Firma se původně chtěla zabývat i samotnou těžbou uhlí, ale od tohoto záměru brzy ustoupila. Hlavním sídlem se staly Teplice a téměř celý základní kapitál v hodnotě 2 miliony zlatých složily německé banky a místní průmyslníci, již se většinou taktéž hlásili k německé národnosti. Prvním prezidentem společnosti se stal Edmund Clary-Aldringen, jenž byl zároveň majitelem teplického panství.

### Název
Od svého založení používala společnost německý název k. k. privilegierte Aussig-Teplitzer Eisenbahn- und Bergbau- Gesellschaft, často zkracovaný na A. T. E. V moderní literatuře je též používáno zjednodušeného přepisu ATE. Německé pojmenování vycházelo z faktu, že společnost sídlila v Teplicích, tedy v převážně německy mluvící oblasti, a většina původních zakladatelů se hlásila k německé národnosti. Název byl odvozen na základě původního záměru vystavět a provozovat trať mezi městy Ústí nad Labem (v němčině Aussig) a Teplice (Teplitz), doplněného o obvyklé slovo Eisenbahn, označující železnici. Protože šlo o společnost držící výhradní práva ke koncesi na stavbu a provozování této železnice, před názvem směla používat zkratku k. k. privilegierte, případně zkrácenou na k. k. priv. Dodatek und Bergbau- pamatoval na původní záměry podniku zabývat se i těžbou uhlí, od čehož brzy jeho zakladatelé ustoupili. Na emisi akcií z počátku roku 1874 je proto již název zkrácen na k. k. privilegierte Aussig-Teplitzer Eisenbahn-Gesellschaft. Pod tímto názvem firma fungovala až do konce své činnosti. Společnost v oficiálních dokumentech vždy používala zavedený německý název i zkratku a v češtině rozšířená zkratka ÚTD se uchytila až mnohem později. Český název Ústecko-teplická dráha začal vystupovat do popředí až po roce 1918, kdy se podnik ocitl na území nově vzniklého Československa.

### Teplická trať
Koncesi na stavbu trati do Teplic vydal zemský sněm nové společnosti v čele s hrabětem Albertem Nostitz-Rieneckem 2. srpna 1856; práce započaly slavnostním výkopem u Trmic 15. listopadu téhož roku a na jaře 1858 bylo hotovo. První osobní vlaky se mezi Ústím a Teplicemi rozjely 20. května, před lázeňskou sezónou. Nákladní doprava byla zahájena až od 8. července. Za první půlrok firma přepravila 135 tisíc cestujících a 107 tisíc tun nákladu, z větší části uhlí. V prvním jízdním řádu bylo každý den zavedeno pět osobních vlaků. Kromě hlavní trati s připojením k nádraží státní dráhy zbudovala společnost i vlečku do labského přístavu v Ústí nad Labem, což umožňovalo export uhlí do Německa, které mělo být hlavním odbytištěm. V Ústí nad Labem si dráha zřídila své nádraží na jihozápadním okraji města (se společností Severní státní dráhy, která již provozovala hlavní trať Praha – Ústí – Podmokly-Děčín, příliš nevycházela) a k němu přibylo v sedmdesátých letech 19. století i rozsáhlé seřaďovací nádraží (ve své době největší v monarchii) a lokomotivní depo. Firma zavedla vlastní označovací systém lokomotiv pomocí římských číslic a doplňkových písmen, první lokomotivy proto získaly označení řadami Ia a IIa a byly zakoupeny v lokomotivce Borsig v Berlíně. Provoz zahajovaly čtyři lokomotivy, nesoucí symbolicky jména sídel podél trati – Türmitz, Karbitz, Schönfeld a Mariaschein, tedy Trmice, Chabařovice, Krásné Pole a Bohosudov. První zahajovací vlak odvezly stroje Türmitz a Mariaschein. Vzápětí přibyly další a na trati tak roku 1864 už sloužilo šest lokomotiv.
Vozy nová společnost objednala u firem Lauenstein & Co. v Hamburku (30 osobních vagonů, 35 krytých nákladních vagonů a 245 vagonů na uhlí) a smíchovské vagonky Ringhoffer (51 uhláků, 15 nízkostěnných plošinových vagonů a 2 drezíny). Vložený kapitál se však vlastníkům zpočátku téměř nevracel – v prvních letech se podnik stal spíše prodělečným a objevily se i hlasy, navrhující společnost prodat větší Společnosti státní dráhy.

### Rozšiřování sítě
Po zásahu německých bank a celkové stabilizaci se ale ekonomická situace zlepšila a mohlo dojít i k zakoupení dalších vozidel. Mezitím začalo vedení uvažovat o prodloužení dále na západ, kde se nacházela další velká ložiska uhlí. První úsek byl vystavěn přes Řetenice (dnes část Teplic) do Duchcova; koncesi na jeho stavbu společnost získala 10. května 1866 a po roční stavbě jej otevřela v červenci 1867. To s sebou neslo potřebu dalších lokomotiv a vozů; tentokrát padla volba na typy IIb a IIIa výrobců Hartmann a Sigl. V té době již probíhalo plánování prodloužení přes Bílinu a Most až do Chomutova. Samotná výstavba proběhla v letech 1868–1870 a na celém úseku o délce 36 kilometrů byl zahájen provoz 8. října 1870. ATE začala v polovině 60. let spolupracovat s Buštěhradskou dráhou a poloha nádraží v Chomutově proto byla dohodnuta i s ohledem na připojení trati druhé společnosti. Ta stavěla svou trať z Lužné u Rakovníka přes Žatec a Březno u Chomutova. Tato železnice byla otevřena o několik měsíců později, v únoru 1871. V roce 1870 byl po odchodu Clary-Aldringena do ústraní do funkce prezidenta správní rady zvolen ústecký průmyslník a poslanec Karl Wolfrum, jenž byl zároveň jedním z původních zakladatelů společnosti.

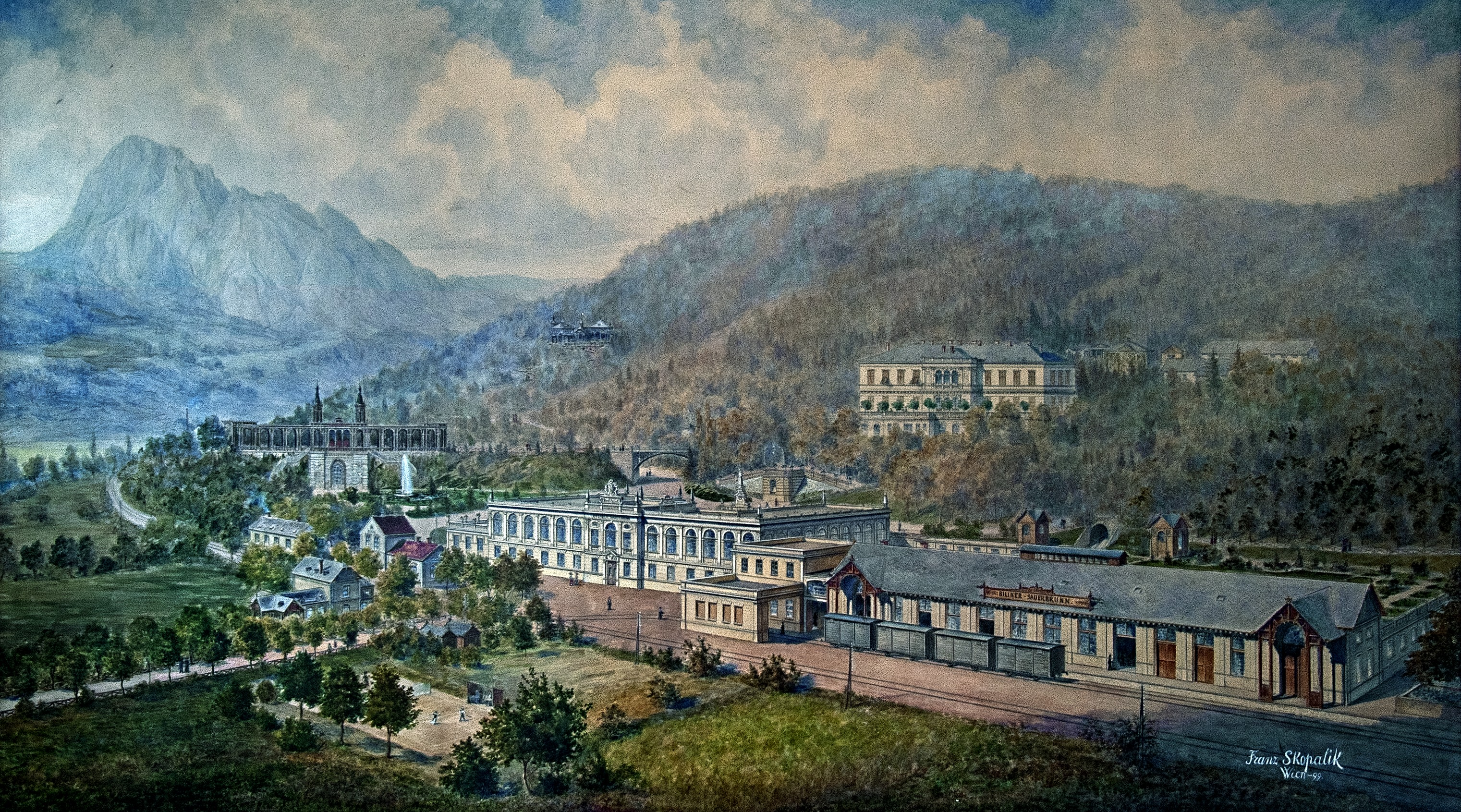
Historický pohled na nádraží v Bílině Kyselce z konce 19. století, v pozadí vrch Bořeň

Záhy po otevření trati si provozovatelé uvědomili, že celá jednokolejná dráha potřebám provozu nemůže stačit (navíc při tehdejších nízkých rychlostech vlaků, pohybujících se okolo 30 km/h) a jelikož splňovali státem stanovené podmínky pro dostavbu druhé koleje (tyto podmínky zahrnovaly např. stanovený minimální čistý výnos na jeden kilometr trati ve dvou po sobě následujících letech), rozhodli se pro její doplnění. Položení proběhlo v letech 1870–1871 alespoň v nejvytíženějším úseku Ústí – Teplice a druhá kolej zvýšila několikanásobně propustnost. O rok později se dočkala část do Duchcova a na zbytku trati byl dvojkolejný provoz zahájen až roku 1889.
Během celé druhé poloviny 19. století množství přepravených osob a především nákladu (uhlí mělo téměř monopol, ale menší část tvořil například i kvalitní stavební kámen, těžený v okolí Bíliny) rostlo každý rok o několik procent a již v polovině 80. let se 65 kilometrů dlouhá trať stala jednou z nejvytíženějších v celém Rakousko-Uhersku. Přes veškeré dostavby druhých kolejí, instalaci moderního zabezpečovacího zařízení a zvyšování rychlostí se ukázalo, že jediná železniční spojnice nestačí. Proto v roce 1869 přišel spolek obcí v údolí řeky Bíliny se svým projektem na stavbu trati z Trmic přes Úpořiny do Bíliny. Navrhovaná spojnice měla přibližně stejnou délku jako stávající úsek přes Teplice, ale zajišťovala spojení i těmto obcím, ležícím dosud mimo provozovanou železnici. Se svým projektem se obrátili i na ATE a ta se jej nakonec rozhodla realizovat (zisky společnosti dosahovaly takové výše, že na náklady se ani příliš nehledělo). Jednokolejná trať byla vystavěna v letech 1872–1874 a odlehčila už tak přetížené hlavní trati (v poslední čtvrtině 19. století projelo po obou tratích dohromady až 100 nákladních vlaků denně).

### Lokomotivy

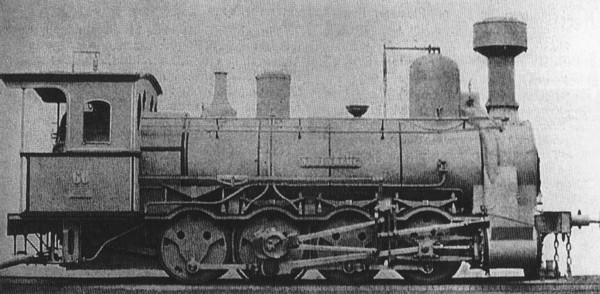
Tovární snímek první nákladní lokomotivy série IVa. Zobrazená lokomotiva, označená číslem 60 a jménem „Altenberg“, sloužila přes 70 let

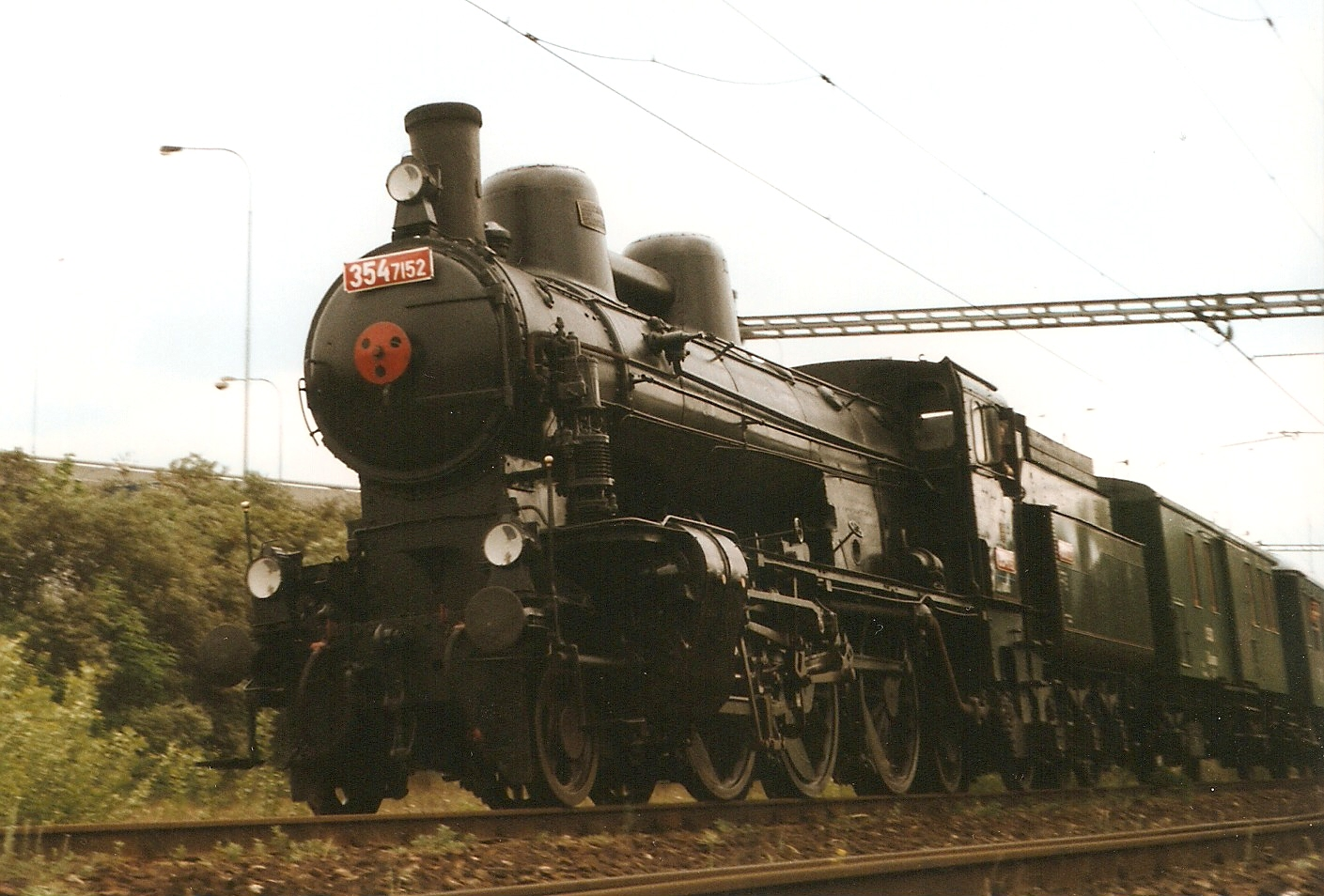
Vzhledově velmi podobná mladší řada 354.7, příbuzná řadě 354.8

Jak již bylo zmíněno, provoz společnost zahájila s pouhými čtyřmi lokomotivami typu Ia, jež vyrobila strojírna Augusta Borsiga v Berlíně. O rok později přibyla pátá, výkonnější lokomotiva, označená sérií IIa.
Provozně nejdůležitějšími se postupem času staly nákladní lokomotivy řad IIa, IIb a IIIb, kterých si ATE mezi lety 1870 a 1894 pořídila celkem 63 kusů. Sloužily zejména na uhelných vlacích, které dopravovaly surovinu z dolů do ústeckých přístavů; s přibývajícím stářím se některé přesunuly i do posunovací služby. Většina z nich po zestátnění připadla nástupnickým Československým státním dráhám (ČSD), u kterých lokomotivy sloužily další desetiletí – poslední exempláře byly vyřazeny v padesátých letech 20. století. Pozoruhodná byla i životnost zcela nejstarších lokomotiv společnosti. Ze čtyř vyrobených kusů typu Ia (rok výroby 1858) se dva dočkaly několika rekonstrukcí, nových kotlů a ČSD je po roce 1925 označily řadou 220.1. V Ústí nad Labem sloužily až do počátku třicátých let, kdy byly po neuvěřitelných 75 letech provozu administrativně zrušeny v dubnu, resp. červnu 1933 a následně na stejném místě i rozloženy. Vůbec nejdéle ze všech lokomotiv společnosti ATE vydržela v provozu původní lokomotiva čísla 60 a jména „Altenberg“ (série IVa), vyrobená v lokomotivce Hartmann v Chemnitz roku 1882. Tato zároveň nejstarší čtyřnápravová lokomotiva ATE byla po předání ČSD roku 1925 označena číslem 402.201 a opatřena novým kotlem. Spolu se všemi ostatními lokomotivami své řady přečkala i druhou světovou válku a zrušení ji potkalo až v roce 1950. Následně ještě dosluhovala v podobě vytápěcího kotle v Praze-Vršovicích – definitivně byla sešrotována teprve roku 1959, tedy 77 let od vyrobení.
S ohledem na své kladné hospodaření si společnost mohla dovolit pořizovat ve své době nejmodernější dostupná vozidla, především lokomotivy. Přesto však vedení společnosti podnikalo spíše úsporné kroky a orientovalo se na nákupy osvědčených, byť již v některých případech zastaralých konstrukcí. Většina lokomotiv byla rakouské či německé provenience; po roce 1900, kdy byla v Praze založena První Českomoravská továrna na stroje, objednala ATE 10 strojů série Ie i zde. Kromě nákladních lokomotiv železniční společnost poptávala i stroje pro rychlíkovou dopravu, aby zajistila po své trati vedení prestižního lázeňského rychlíku Berlín – Karlovy Vary. Nevyhovující stroje typu Ib nejprve nahradily novější Ic. Ani ty však nepřekonaly očekávání a ATE následně zadala v lokomotivce StEG ve Vídeňském Novém Městě stavbu výkonnějších strojů. Výsledkem se staly tříspřežní lokomotivy řady If s vlečným tendrem vyrobené roku 1906 ve třech kusech. Jejich maximální rychlost 80 km/h a kotel s plochou roštu 3,67 m² již pro dopravu těchto vlaků vyhověly. Díky své spolehlivosti a moderní konstrukci je později spolu s ostatními převzaly ČSD, označily řadou 354.8 a provozovaly až téměř do poloviny 20. století – všechny tři lokomotivy byly vyřazeny až v roce 1948.

### Severočeská transverzálka
Přestože byla ATE velmi zisková, kromě výše uvedených dvou tratí se do stavby dalších příliš nehrnula. Její uhelné dráhy vykazovaly výborné hospodářské výsledky a společnost se snažila jejich provoz dále rozvíjet a modernizovat. Jeden z paradoxních problémů však představovala skutečnost, že pro své kladné hospodářství musela dráha část svých zisků odevzdávat do státní pokladny. To se majitelům společnosti nezamlouvalo a hledali proto náhradní řešení, jak se těmto odvodům vyhnout.

#### Cesta ktransverzálce

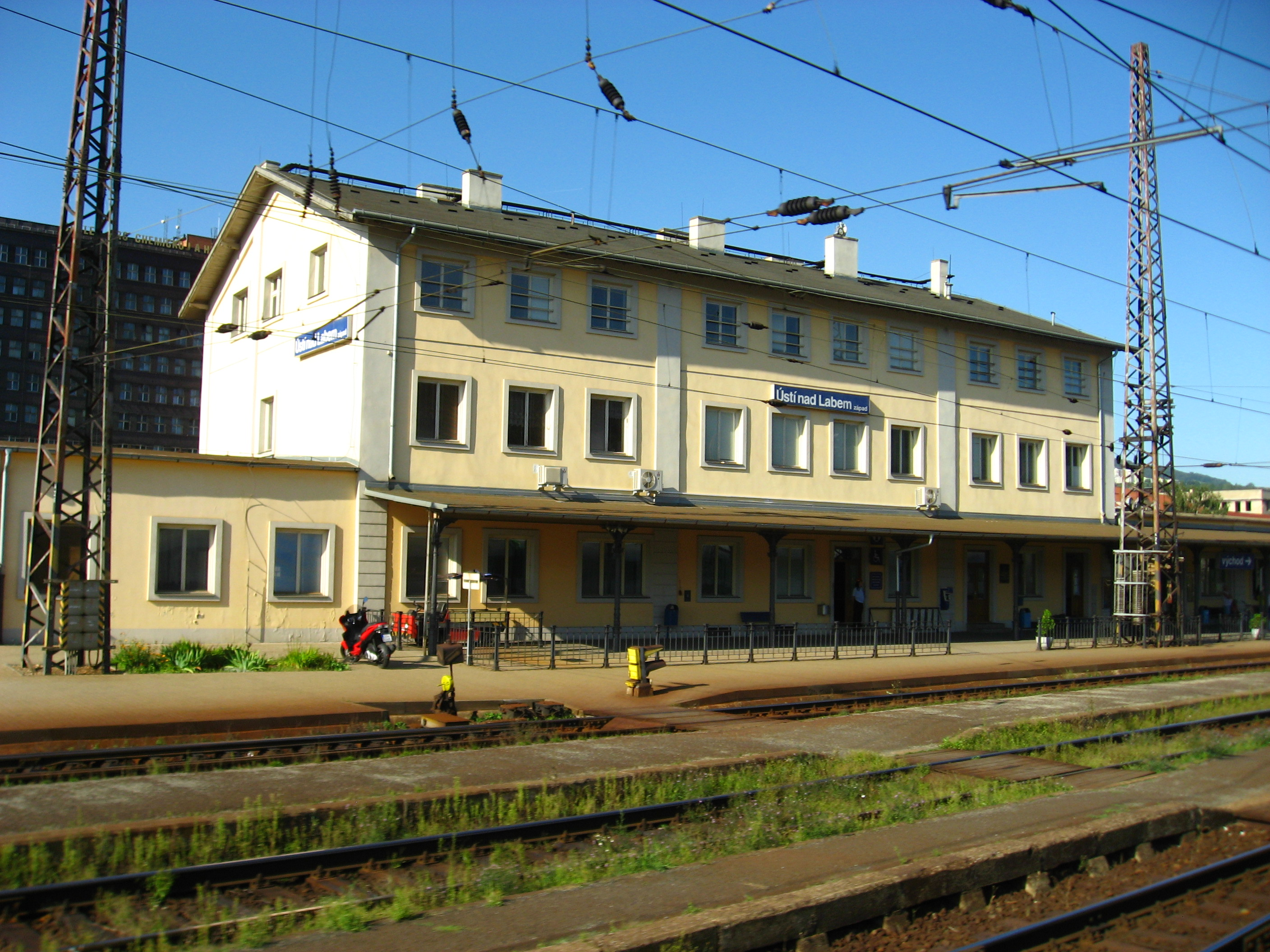
Budova stanice s dnešním názvem Ústí nad Labem západ, jež také patřila ATE

Od 80. let 19. století byl v českých zemích často zmiňován projekt jakési transverzální dráhy, která by vedla napříč severními Čechami a spojovala podkrušnohorskou oblast s dalším průmyslovým regionem, jímž bylo Liberecko s tamními rozvinutými textilkami. V průběhu mnoha let se objevil bezpočet různých projektů různé kvality a možnosti realizace. Jejich autoři oslovovali řadu železničních společností, většina z nich ale tyto návrhy ignorovala a případně podpořila argumenty, že stavba takovéto trati je finančně velmi náročná a nemůže se pozdějším provozem splatit. V úvahu připadalo například uskupení Česká severní dráha (častěji používaná německá zkratka BNB z názvu Böhmische Nordbahn), ale i ta se zachovala podobně jako ostatní oslovené společnosti. Až do začátku 90. let 19. století se tak řešení tohoto problému nikam neposunulo.
Zlom přinesl projekt nové trati z Teplic do Lovosic, představený skupinou teplických občanů roku 1892. Počítáno bylo s tím, že se tudy bude vyvážet severočeské uhlí k Labi a tato informace zaujala vedení ATE jakožto dosavadního monopolního dopravce uhlí ve zdejší oblasti. Nový návrh totiž mohl ohrozit její výsadní postavení v tomto oboru, a to správní rada nechtěla dopustit. V červenci 1894 proto sama zažádala rakouskou vládu o povolení přípravných prací na této trase, což autory původního návrhu nadchlo a neváhali s vyřizováním všech potřebných povolení firmě pomoci. ATE zároveň přišla s informací, že se hodlá angažovat ve stavbě celé trati přes Českou Lípu až do Liberce. Její ekonomové totiž vycítili příležitost právě v tomto projektu „odložit“ peníze, které by společnost jinak musela odvést státu na daních. Mimo jiné také představovalo Liberecko další velké odbytiště severočeského uhlí. Vzhledem k velikosti celého kapitálu firmy se proto zdálo reálné, že by společnost nemohla svůj závazek splnit. Zpráva se rychle rozšířila po celých severních Čechách a mnohé městské radnice se také rozhodly na projektu spolupracovat (často především proto, aby dráha vedla právě přes jejich katastr).

#### Vlastní realizace
Následné projektování určilo délku trati na 143 kilometrů a protože se mělo administrativně jednat o dráhu místní, stala se tak nejdelší místní drahou v celé zemi. Realizace díla nazvaného Nordböhmische Transversalbahn (Severočeská transverzálka) započala po udělení koncese na první úsek Řetenice – Lovosice o délce 36 kilometrů (13. června 1896) v létě téhož roku a již na sklonku roku 1897 proběhlo jeho otevření. Takřka neomezený rozpočet na stavbu způsobil, že se při jejím budování využívaly nejmodernější technologie a i celé trasování bylo provedeno velmi velkoryse. Nechyběly dlouhé rampy ve sklonu až 15 promile a jediný tunel se nachází v úseku mezi Úpořinami a Hradištěm. Poté stavba postupovala dále severovýchodním směrem přes Litoměřice na Českou Lípu. V Litoměřicích se ATE střetla s Rakouskou severozápadní dráhou (ÖNWB z německého Österreichische Nordwestbahn) a jelikož se obě společnosti po zvážení možných řešení nedohodly na stavbě společného nádraží (ATE odmítla zaústění své tratě do stávající stanice ÖNWB), zadělaly městu na problém se dvěma oddělenými nádražími, který přetrvává do současnosti. Na železnice společnosti ÖNWB se síť ATE napojila pouze jedinou krátkou spojkou ze stanice Žalhostice do Velkých Žernosek.

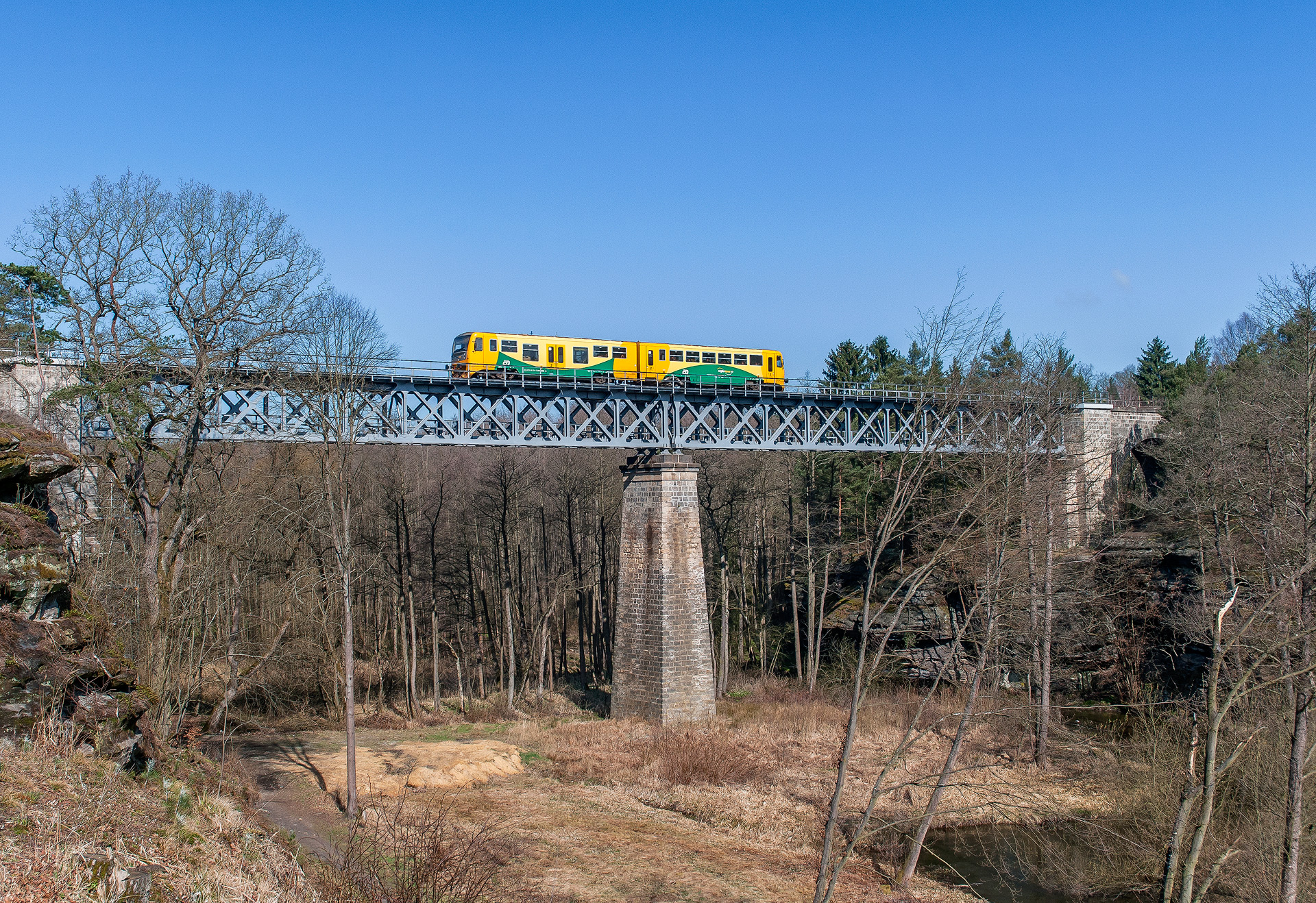
Viadukt v Karbě (2015)

Pokračování do České Lípy, měřící rovných 50 kilometrů, bylo otevřeno po pouhém roce, 29. prosince 1898. Původní plán počítal s vedením tratě údolím Peklo, proti tomu se ovšem postavil místní vlastivědný spolek a nakonec si prosadil svou. Údolí v osadě Karba u Zahrádek překlenul 209 metrů dlouhý viadukt, který se později stal technickou památkou. Jedním z problémů se stalo vedení trati přes město Úštěk, kam již sahala místní dráha z Velkého Března, provozovaná ÖNWB. Zde ATE nepřistoupila na možnost jednoho společného nádraží s místní dráhou a vystavěla si stanici vlastní na břehu rybníka Chmelař. Další překážkou byl samotný českolipský uzel, který celý patřil BNB a tato společnost se k napojování nové cizí trati do svého nádraží postavila odmítavě. Po dlouhých tahanicích bylo dohodnuto vybudování provizorního přestupního místa u hlavního nádraží (dnešní lovosické nástupiště), kde si navíc BNB prosadila podmínku, aby zde směly vlaky ATE zastavit pouze na dobu nezbytně nutnou k přestupu cestujících obou společností. Hlavní českolipské nádraží si ATE postavila o kus dál v místech již od roku 1989 nepoužívaného tzv. městského nádraží. Ve smlouvě o povolení stavby celé trati pak stálo, že ATE musí odkoupit celou trať Česká Lípa – Mimoň, provozovanou státem již od roku 1883. Ani privatizace této trati nebyla pro obě strany jednoduchá, nicméně sněmovna ji odsouhlasila a ATE za ni zaplatila 1,3 milionu zlatých. Zpočátku ATE nechtěla využít celé délky trati a svou transverzálku vést mimo město Mimoň, po mnoha protestech nejen ze strany městské rady ji ale definitivně přetrasovala tudy. Když o několik let později chtěla naopak BNB napojit svou lokálku ze Svoru do stanice Jablonné, ATE proti tomu nic nenamítala a konkurenční společnosti tento krok umožnila.

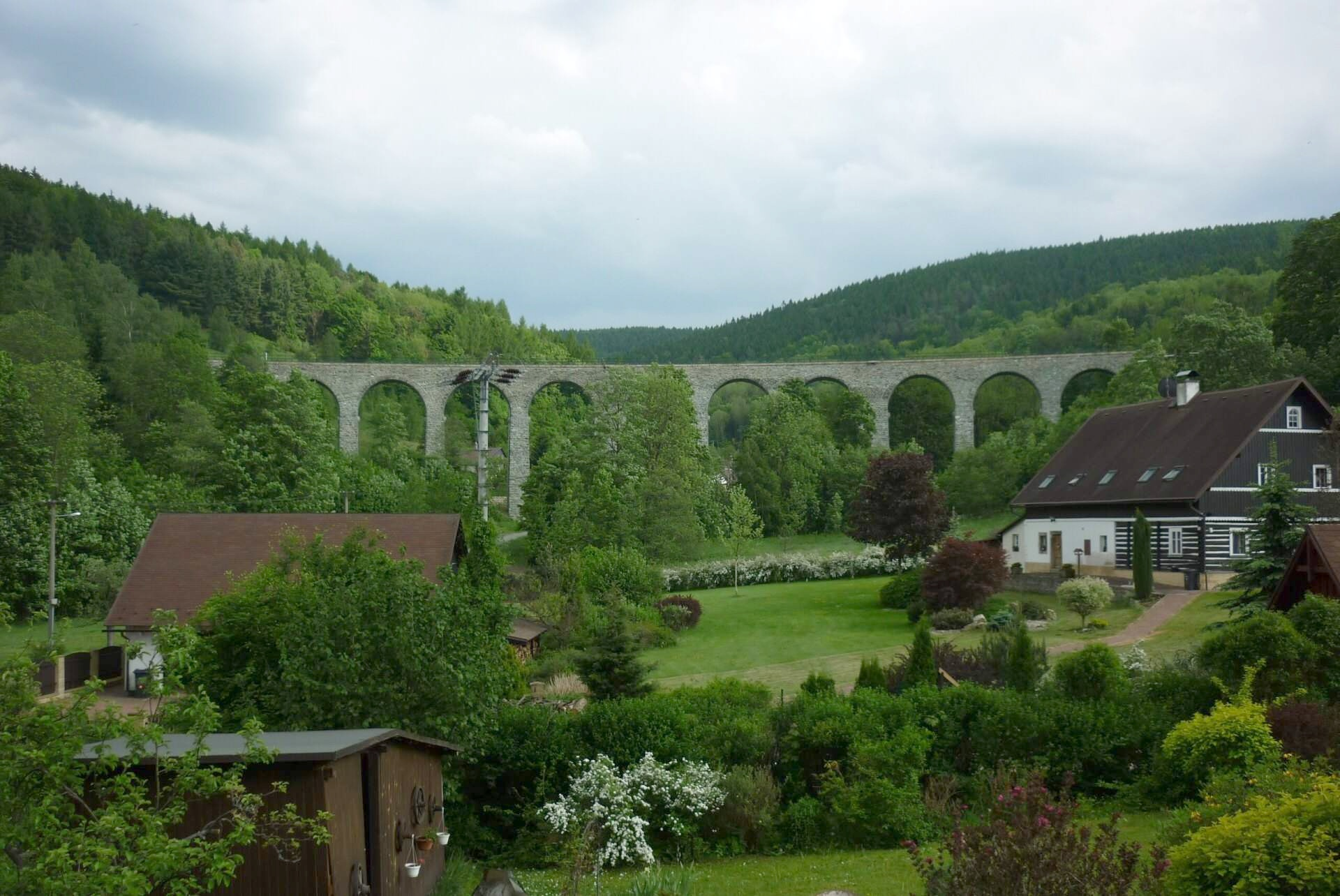
Viadukt v Novině (2012)

Nejnáročnějším se na trati transverzálky stal závěrečný úsek z Jablonného v Podještědí do Liberce, kde bylo nutno překonat Ještědský hřbet. Zvolená cesta vyžadovala několik tunelů a viaduktů, mezi nimiž vyniká nejdelší Ještědský tunel o délce 816 metrů. Stanice Křižany byla určena jako vrcholová a z obou směrů k ní vedou dlouhé, až sedmnáctipromilové rampy. Nejznámější stavbou transverzálky se ale stal viadukt v Novině, tyčící se do výšky až 33 metrů nad údolím. Zamýšlené použití ocelové příhradoviny bylo v době stavby ještě technicky nemožné (viadukt se totiž nachází v oblouku), charakteristickou podobu mu tak vtiskl kámen, dovezený na jeho stavbu ze širokého okolí.

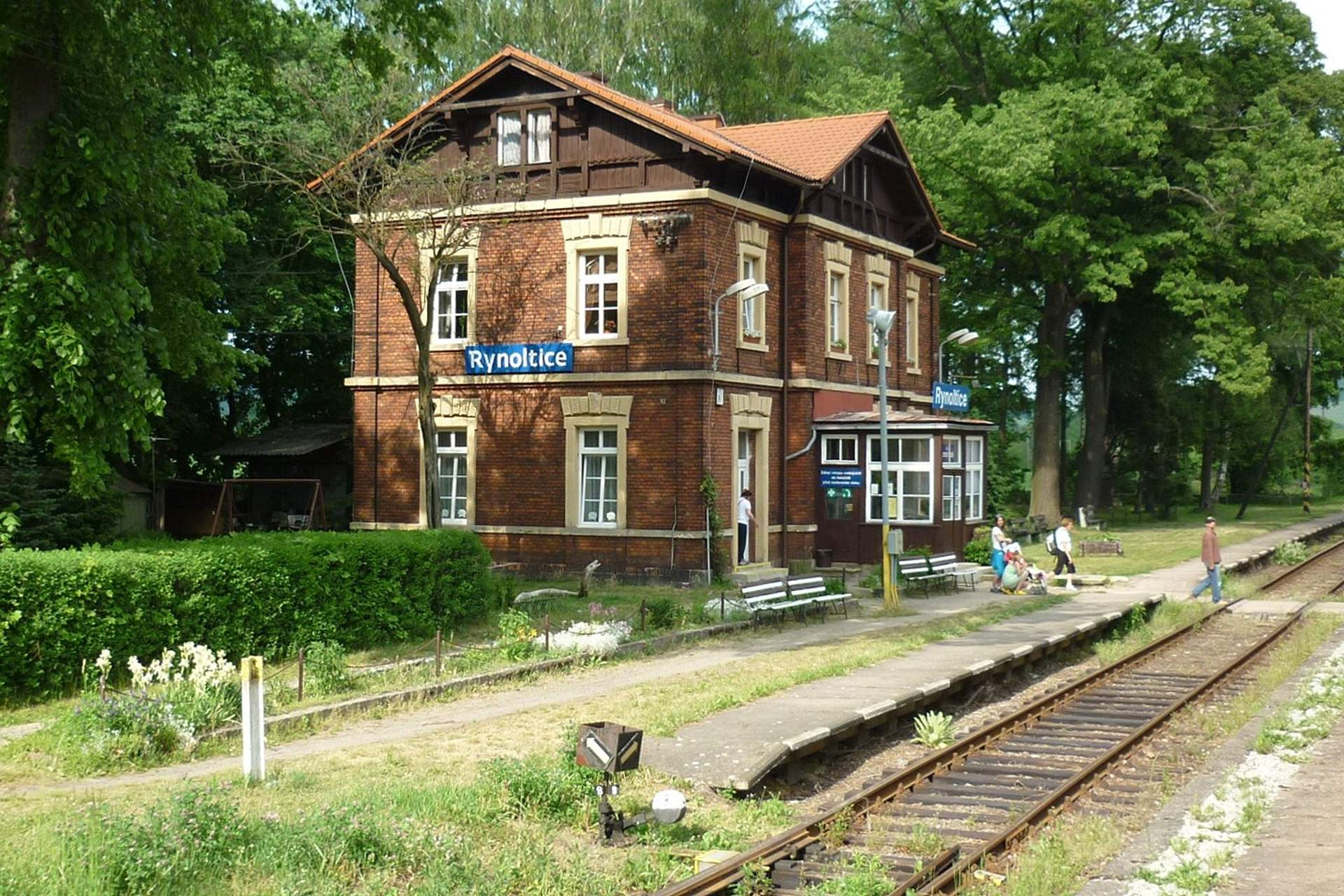
Nádraží v Rynolticích – typická architektura ATE s červenými cihlami

Poslední překážkou se stalo zaústění transverzálky do uzlu v Liberci. Jeho provozovatelem byla v době projektování a stavby transverzálky již více než čtyřicet let Jihoseveroněmecká spojovací dráha (SNDVB, Süd-norddeutsche Verbindungsbahn), která se společností ATE neměla příliš dobré vztahy. Podle některých pramenů především proto, že pociťovala křivdu, že transverzálku realizovala jiná společnost. Následovaly podobně ostré spory jako v otázce uzlu v České Lípě a i zde si musela ATE postavit své nádraží stranou – zvolen byl prostor mezi tratí SNDVB do Turnova a RGTE (Liberecko-jablonecko-tanvaldskou dráhou, nyní trať 036). Proto došlo k dodatečnému zvětšení nádraží v Horním Růžodole. Tento úsek byl přes zmíněné nesnáze dokončen roku 1900 a otevřen 17. září téhož roku. Náklady na celou trať se vyšplhaly do výše přibližně 50 milionů korun, ale jejímu majiteli tato skutečnost příliš nevadila, jelikož nemusel tyto peníze odvést do státní kasy. V době vzniku se nepočítalo s žádnou přílišnou rentabilitou – dlouhodobě vysoké zisky společnosti a výdělečné přepravy uhlí proto měly „dotovat“ provoz na transverzálce. Po její dostavbě si ATE zadala u osvědčených výrobců ještě stavbu několika desítek lokomotiv, jimiž hodlala zajistit provoz. Definitivní kolaudace trati proběhla v roce 1903. Příslušná komise ji tehdy ukončila 26. listopadu toho roku v Liberci a následně přešla trať do plného provozu.

### Ostatní tratě

#### Duchcovsko-podmokelská dráha

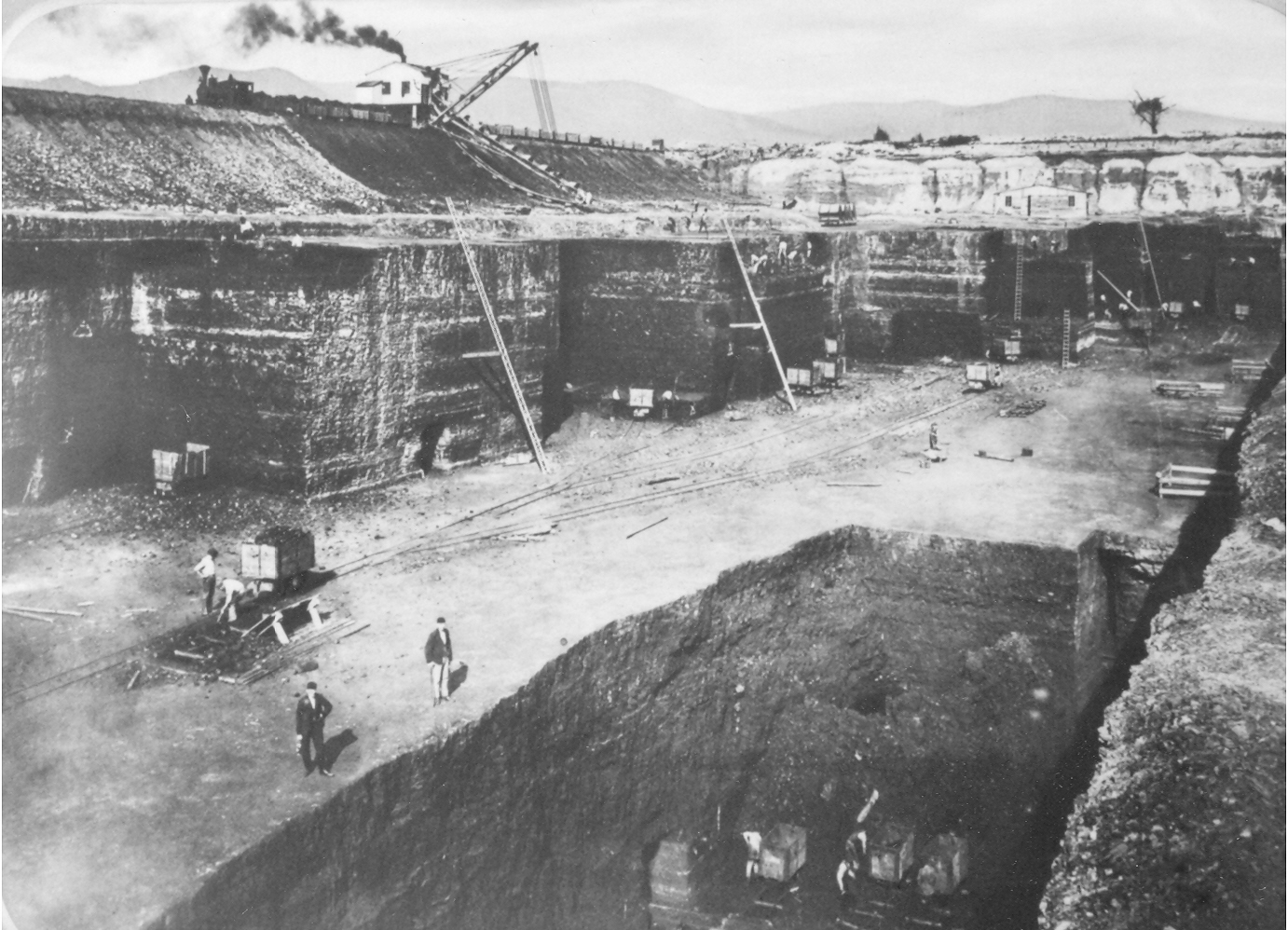
Důl Hedvika v Ervěnicích, kde společnost také zajišťovala dopravu

Po otevření trati Ústecko-teplické dráhy společnost získala v podstatě monopol na přepravu uhlí v regionu a díky tomu kontrolovala z velké většiny pohyb této komodity z pánve k Labi a dále do Saska. V polovině 60. let tak vznikl projekt konkurenční dráhy pod názvem Duchcovsko-podmokelská dráha mezi stejnojmennými městy s cílem přepravu nerostné suroviny alespoň částečně přebrat dosud dominantní společnosti ATE. Koncesi k její výstavbě obdržel podnikatel Johann Liebieg spolu s advokátem a poslancem Franzem Stradalem. Sám Stradal, paradoxně jeden z původních zakladatelů ATE, byl po zjištění, že spolupracuje s konkurencí, ze společnosti vyobcován. Podnik, úředně vedený pod německým názvem Dux-Bodenbacher Eisenbahn-Gesellschaft (zkratka DBE) si na provoz na vlastní trati pořídil původem francouzské lokomotivy a dopravu zajišťoval sám. V prosinci 1872 bylo otevřeno prodloužení trati přes Litvínov do Chomutova a dráha se tak stala spojnicí Podmokel (dnešního Děčína) s Chomutovem, vedoucí v podstatě souběžně se stávající hlavní tratí ATE. Již od počátku však společnost vykazovala špatné hospodářské výsledky (trakční náročnost a trasování dráhy způsobily, že vlastně pro ATE nepředstavovala vážnější konkurenci) a po roce 1875 neměla daleko k úpadku. Následující rok (1876) proběhla úspěšná jednání s ATE o zajištění provozu, a tak se působení firmy ATE od 1. ledna 1877 rozšířilo i na konkurenční trať. Souběžně s tím se vyjednávalo o převzetí celé společnosti právě ATE. Tento model však říšská rada neschválila a po pouhých dvou měsících se provoz na trati vrátil zpět do rukou DBE. Podnik DBE se však stále utápěl v problémech. A když roku 1879 zemřel předseda správní rady Stradal (utopil se v jezeře Chiemsee, u něhož měl rekreační vilu), převzaly roku 1884 provoz na jeho tratích státní kkStB a o osm let později společnost DBE administrativně zanikla úplně.

#### Rakovnicko-protivínská dráha

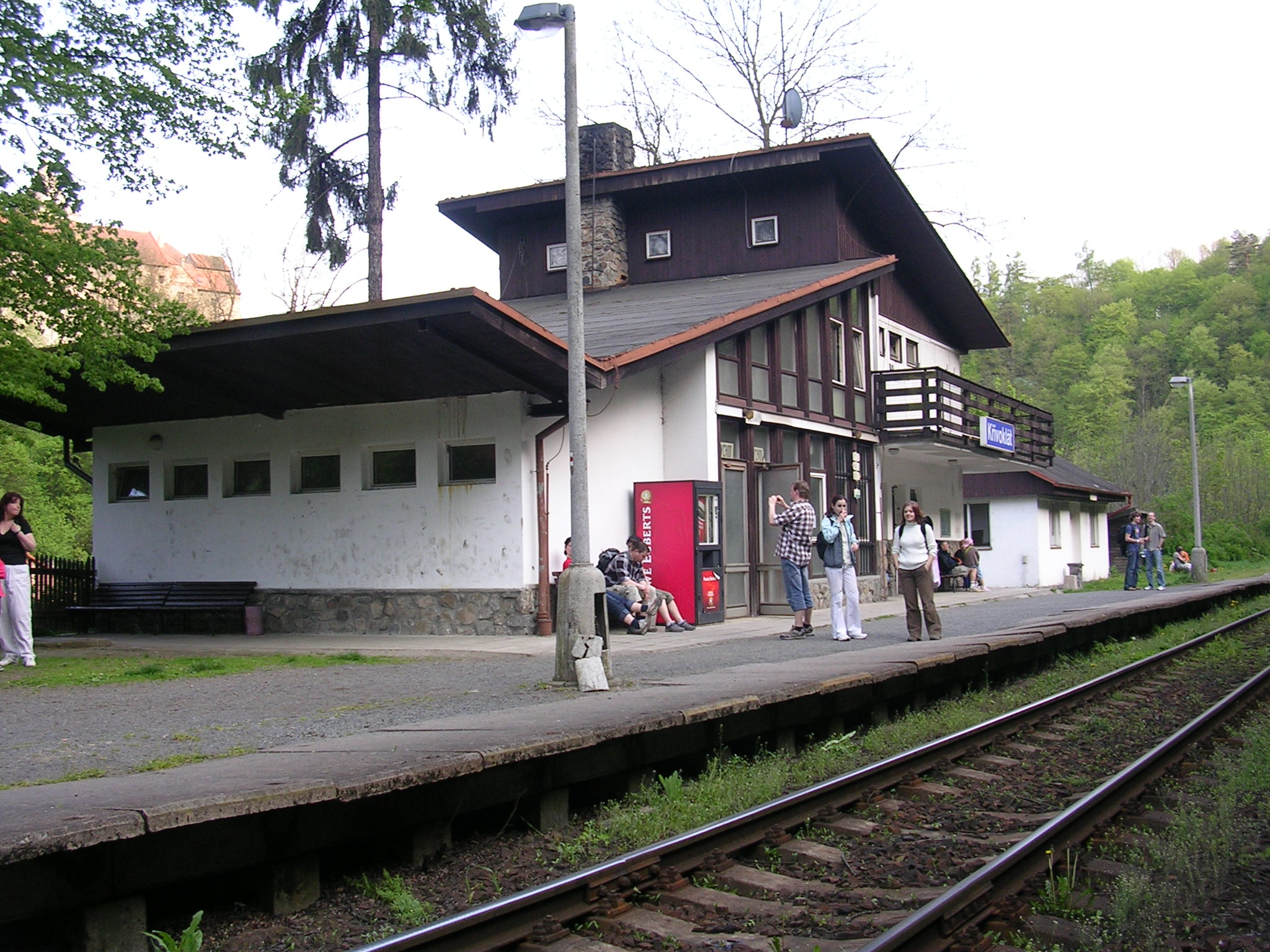
Železniční zastávka Křivoklát

Další železnicí, na které ATE zajišťovala dopravu, se stala Rakovnicko-protivínská dráha. Oba její oddělené úseky (Rakovník – Beroun a Zdice – Protivín) byly propojeny krátkým úsekem České západní dráhy mezi Berounem a Zdicemi a otevřeny v roce 1876, respektive 1875. V okamžiku zahájení provozu na nich provoz realizovala výše zmíněná DBE, která se však již tehdy nacházela v problémech. V souladu s předchozí smlouvou proto dopravu na obou tratích dočasně k 1. lednu 1877 převzala ATE. Z důvodu nevyřešených majetkových poměrů i zde ATE ukončila svoje působení po pouhých dvou měsících a od března téhož roku provoz zajišťovala Česká západní dráha. Roku 1884 ji následně vystřídaly státní kkStB.

#### Vlečková činnost
Vedení společnosti si uvědomovalo nutnost kvalitního propojení svých stanic přímo s důlními provozy, proto vznikly na vlastní náklady četné vlečky, na nichž také dráha zajišťovala dopravu. Jejich počet dosahoval několika desítek a nezřídka bylo do některých stanic napojeno vleček více (např. stanice v Mostě). S pozdějším rozvojem povrchové těžby byly některé vlečky rušeny nebo budovány provizorně, aby se daly v případě potřeby přestavovat. Mnohdy patřily na vlečkách provozované lokomotivy přímo těžařům a ATE na ně pouze dodávala obsluhující personál, v některých případech používala i vlastní stroje.

## Ekonomika

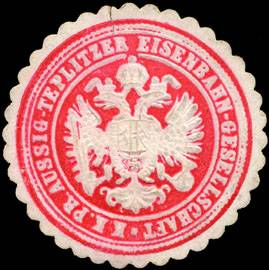
Pečeť ATE

Ústecko-teplická dráha se honosila titulem nejvýnosnější železniční společnosti v monarchii. Po jejích 250 kilometrech tratí na konci 19. století ročně projelo 870 tisíc tun uhlí – nejvíce ze všech železnic, tedy více než u firem, které vlastnily sítě i minimálně čtyřikrát rozsáhlejší ve srovnání s ATE. V roce 1910 už čísla dosahovala násobků předchozích hodnot; z celkem 10 006 305 tun přepraveného zboží představovalo uhlí více než 87 % (8 731 782 tun). Ve stejném roce dosáhl čistý zisk z provozu všech tratí 2 628 079,99 K, z čehož na transverzální dráhu připadalo 468 265,76 K a zbytek na tratě ostatní. Není bez zajímavosti, že například v roce 1905 se na ústeckém nádraží ATE kromě více než dvou milionů tun uhlí přeložilo také 400 tisíc tun ovoce, určeného pro tuzemské i zahraniční trhy.
Vedení společnosti sídlilo po celou dobu existence firmy přímo v nádražní budově v Teplicích, která byla pro tento účel postavena velmi honosně. V 80. letech 19. století byly u akcionářů relativně běžné deseti- až dvacetiprocentní dividendy, u jiných drah naprosto nepředstavitelné. Společně s Rakouskou severozápadní dráhou a Společností státní dráhy provozovala jedno z největších seřaďovacích nádraží (na ploše 45 hektarů) v monarchii v prostoru dnešního nádraží Ústí nad Labem západ, kde se například v roce 1887 roztřídilo 365 806 vozů. Toto seřaďovací nádraží používaly všechny tři železniční společnosti, jež měly v Ústí nad Labem své tratě. Spravovala jej však Ústecko-teplická dráha, která zde měla i své provozní zázemí.
Společnost také disponovala štědrým sociálním programem. Zaměstnanci dostávali pravidelné poukázky na pobyty v lázních, příspěvky na cestování, ošacení a další výhody, což v dané době nebylo zdaleka pravidlem. Od roku 1884 dostávali železničáři také v prosinci dvě výplaty jako odměnu za práci pro společnost a měli vlastní sociální fond. I díky tomu platila ATE za jednoho z nejprestižnějších zaměstnavatelů v regionu. Po otevření transverzálky dosahoval počet zaměstnanců okolo 3000, z toho drtivou většinu tvořili strojvedoucí, topiči a provozní personál. Před pozdějším zestátněním podnik ke konci roku 1921 vykázal počet zaměstnanců 6739.

## Zestátnění

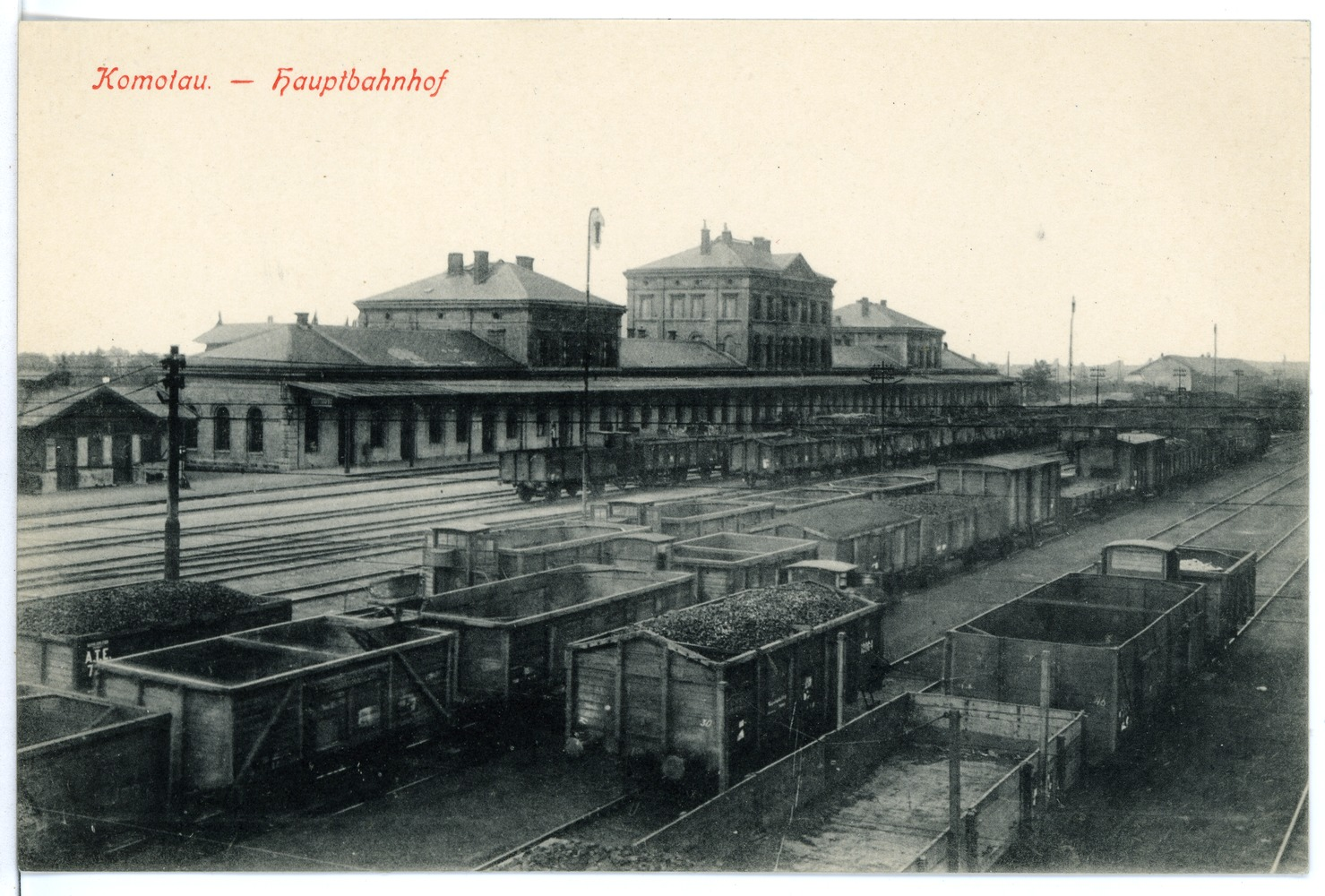
Nádraží v Chomutově, společné Ústecko-teplické i Buštěhradské dráze

Od konce 19. století probíhaly v Rakousku-Uhersku zestátňovací vlny, při kterých přebíral provoz od soukromých firem na mnoha tratích stát. Velkým a stabilním železničním společnostem, mezi něž patřila ATE, se tento krok však vyhýbal, jelikož by jejich zestátnění bylo pro státní kasu velice nákladné a erár mj. i kvůli masivnímu zbrojení trpěl trvalým nedostatkem finančních prostředků. Až do vypuknutí první světové války v roce 1914 si společnost udržovala své výsadní postavení, poté ale přišel prudký pokles obratu i zisků, zapříčiněný snížením objemu přepraveného uhlí na úkor vojenských potřeb a v neposlední řadě také pomalu nastupujícími spalovacími motory. Během války se podnik zestátnit nepodařilo a tento krok tak připadl až nově vzniklému Československu. Po válce již společnost negenerovala velké zisky jako dříve a její hospodaření se pohybovalo na hranici ziskovosti (zejména díky faktu, že ještě v letech 1919 a 1920 dostávala od státu tzv. válečnou přirážku k dopravnému v hodnotě celkem 19 milionů korun).
Rok 1921 přinesl zlom v podobě velkých ztrát, zapříčiněných mimo jiné zrušením válečné přirážky a také zjištěnými nedostatky v účetnictví, jehož kontrolu předešlého roku provedla ministerská komise. Časy vysokých dividend již byly minulostí a akcionáři mnohdy bojovali i s existenčními potížemi. Na jaře 1922 přišel od vlády první konkrétní návrh na její zestátnění, který byl následně postoupen parlamentu ke schválení. Předcházela mu ostrá diskuse a bitka poslanců rozháněných pak policií, kdy se němečtí poslanci obávali počešťování dráhy, resp. vytlačování zaměstnanců německé národnosti českými. Potyčka si vyžádala deset zraněných jak na straně politiků, tak přivolaných strážců zákona. Nakonec bylo zákonem č. 234 Sb. ze dne 30. června 1922 zestátnění schváleno vyplacením akcionářů za odhadovanou částku 80 milionů korun. Ústecko-teplická dráha byla jako jedna z posledních soukromých drah v Čechách zestátněna k 1. lednu 1923 a její tratě integrovaly Československé státní dráhy (ČSD). Transverzálka Řetenice – Liberec přešla pod správu Ředitelství drah v Hradci Králové, zbytek sítě připadl pražskému ředitelství. Tzv. likvidační správa ÚTD fungovala do 1. ledna 1924, kdy byl majetek definitivně rozdělen a společnost vymazána z obchodního rejstříku. Tím skončila necelých 68 let trvající historie Ústecko-teplické dráhy. Zestátnění později potkalo i poslední soukromé železnice fungující na území Československa, Buštěhradskou dráhu stát převzal na začátku roku 1924, společnost vlastnící Košicko-bohumínskou dráhu zůstala soukromá až do konce druhé světové války (zde ale již od roku 1921 zajišťovaly provoz ČSD na účet vlastníka).

## Dnešní význam

### Trať Ústí nad Labem – Chomutov
Po celou dobu existence společnosti plnila funkci hlavní a nejdůležitější dopravní spojnice trať z Ústí nad Labem do Chomutova, jejíž první úsek do Teplic byl otevřen již v roce 1858. I v 21. století je trať využívána k silné osobní i nákladní dopravě napříč hustě osídlenou oblastí Podkrušnohoří. Úsek do Mostu a Třebušic (pro odvoz uhlí z lomů ČSA a Vršany) byl zahrnut mezi nejdůležitější v programu elektrizace a první elektrický vlak tudy projel již v roce 1963; zbytek trati do Chomutova si musel počkat až do roku 1989. Na nejvytíženějším úseku z Bíliny k odbočce České Zlatníky došlo v 70. letech navíc k položení třetí koleje. Kromě uhelných vlaků je v provozu také doprava ropných produktů z rafinerie v Záluží u Litvínova, jež je na trať napojena přes Most nové nádraží. Osobní dopravu zastupuje dvouhodinový takt rychlíků v relaci Praha – Ústí nad Labem – Cheb a hodinový interval zastávkových osobních vlaků, vedených z Děčína do Mostu, v delších intervalech až do Chomutova (linka U1 Dopravy Ústeckého kraje). Na trati slouží od roku 2012 elektrické jednotky RegioPanter. Ve špičkách je doprava posílena spěšnými vlaky a vloženými dalšími osobními vlaky kratších relací.

### Trať Ústí nad Labem – Bílina

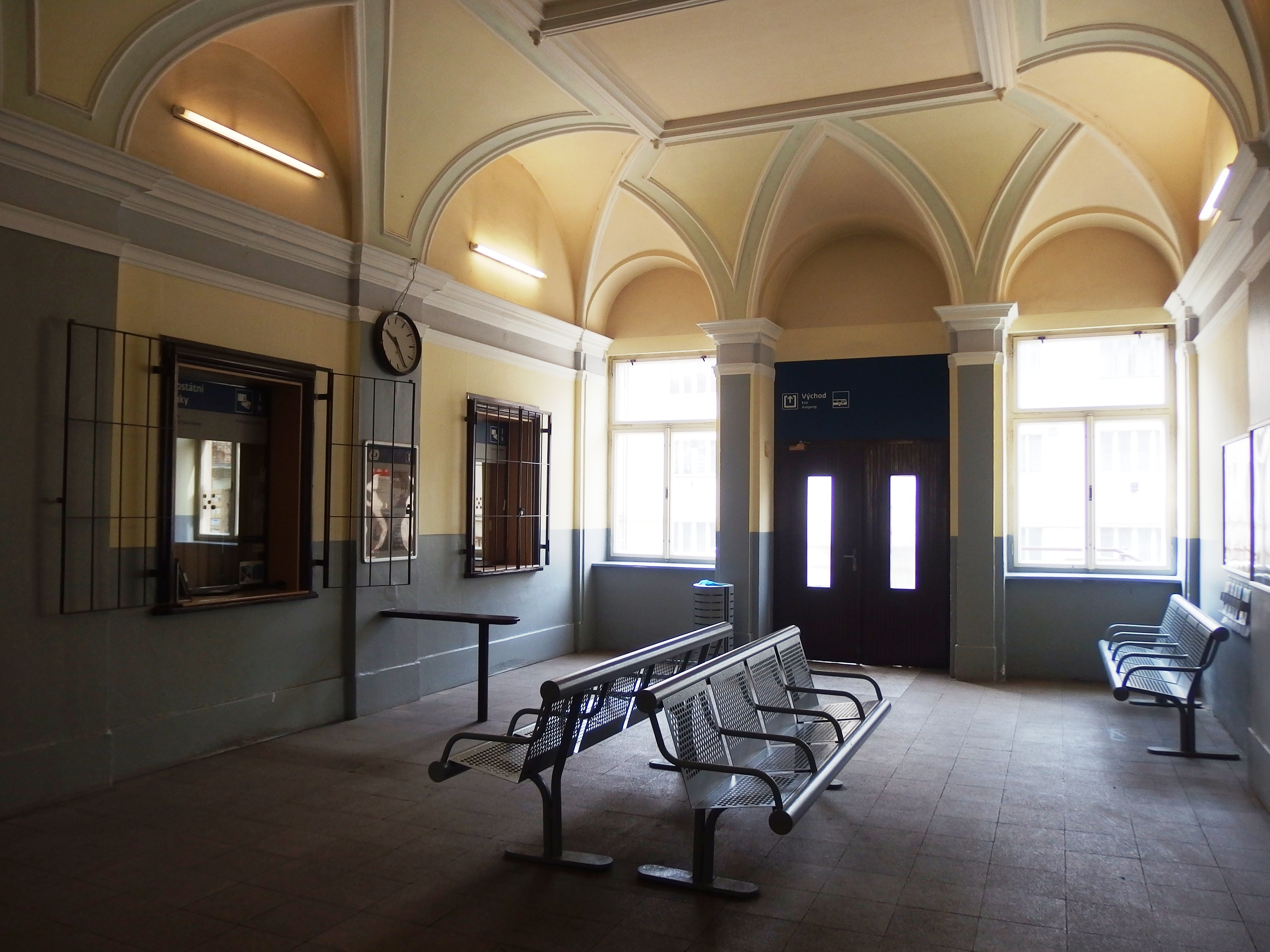
Pohled do typické současné čekárny ve stanici ATE – zde na litoměřickém horním nádraží

Původně jednokolejná trať, vedená klidným údolím řeky Bíliny, byla od počátku vedena jako trať nižšího významu, umožňující převedení některých vlaků z přetížené hlavní trati. V polovině padesátých let bylo provedeno zdvojkolejnění celé trati a od roku 1967 je elektrizována. Kvůli přednostní nákladní dopravě (zejména uhlí) byla na trati dvakrát zastavena osobní doprava a nahrazena autobusy; naposledy se tak stalo mezi lety 1976 a 1991. Vzhledem k faktu, že je trať vedena méně obydlenou oblastí, osobní vlaky zde byly provozovány pouze v dvouhodinovém taktu a dopravu cestujících zajišťovaly motorové jednotky Regionova. Od prosince roku 2019 zde začal jezdit dopravce RegioJet ÚK s německými jednotkami 628. Došlo i k úpravě intervalů, kdy ve špičce jsou provozovány spoje každou hodinu (2 soupravy/trať). O víkendech a v sedle zůstal plně dostačující dvouhodinový takt. V prosinci roku 2021 zde měly vyjet nové elektrické jednotky řady 654 od polského výrobce PESA; kvůli jejich opožděnému schválení byl tento krok odložen. I nadále má však trať větší význam po stránce dopravy nákladní a jsou po ní provozovány zejména nákladní vlaky.

### Severočeská transverzálka

#### Úsek Řetenice – Lovosice
Téměř 150 kilometrů dlouhá místní dráha z Řetenic do Liberce se během více než jednoho staletí rozdělila na kratší provozní úseky, na nichž je doprava organizována odlišně. Na nejzápadnějším úseku do Lovosic byla doprava zajištěna osobními vlaky, také s jednotkami Regionova. V červnu 2013 však došlo k rozsáhlému sesuvu půdy u obce Litochovice, který kromě rozestavěné dálnice D8 značně poškodil i tuto železniční trať. Po sesuvu byl provoz v úseku mezi Radejčínem a Lovosicemi zastaven a vlaky nahrazeny autobusy. Přestože zástupci Ústeckého kraje zdůrazňovali již krátce po sesuvu zájem na obnově trati, do současnosti (2025) k žádnému reálnému pokroku v této otázce nedošlo. Osobní doprava zatím zůstává zachována pouze z Teplic do Radejčína; mezi Radejčínem a Lovosicemi je provozována náhradní autobusová doprava.

#### Úsek Lovosice – Česká Lípa

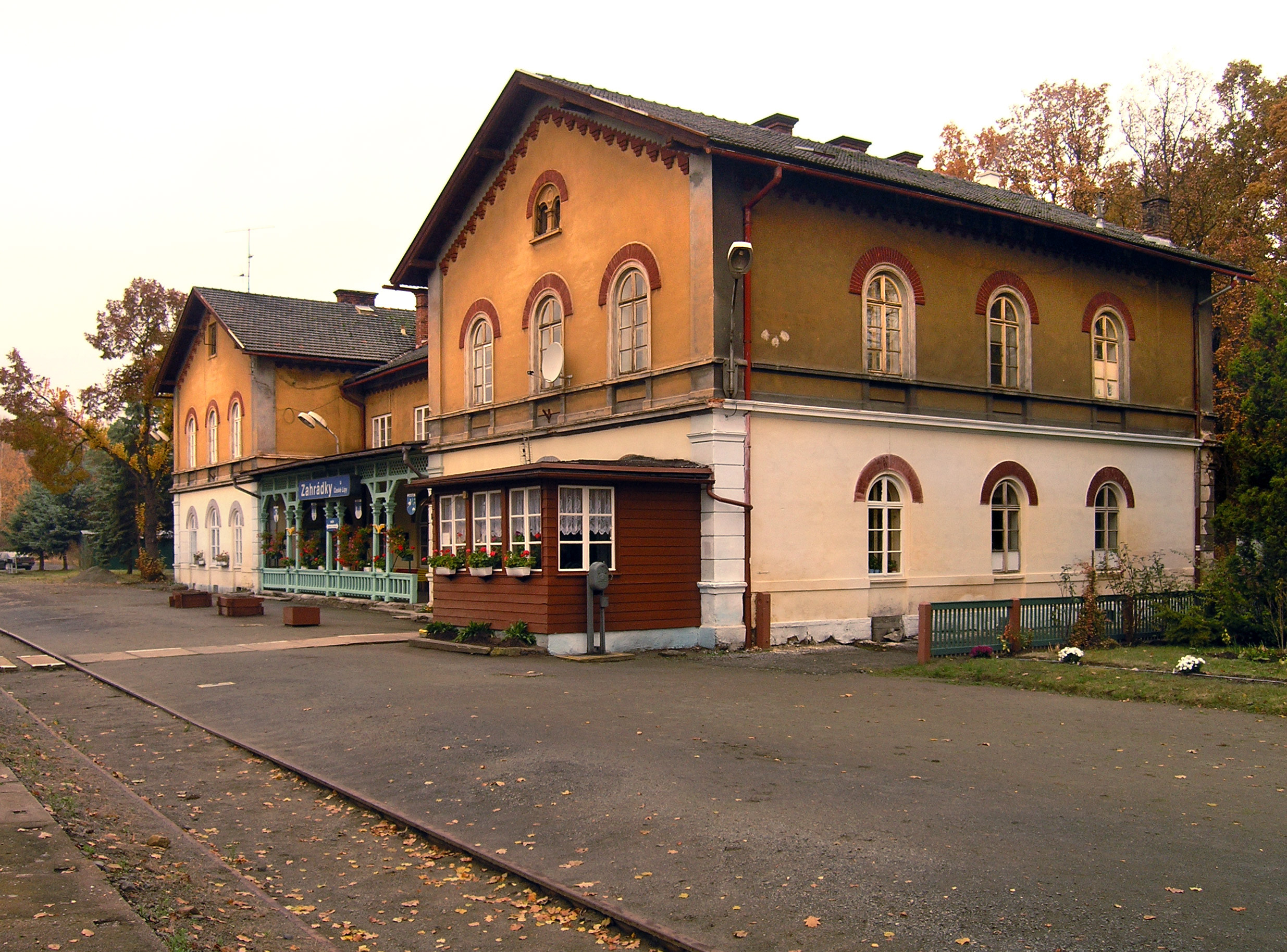
Stanice v Zahrádkách u České Lípy

Stejně jako v případě prvního úseku, i následující pokračování do České Lípy se postupem času změnilo na trať lokálního významu. Osobní doprava byla zredukována na standardní dvouhodinový interval a v roce 2017 zde dominovaly jednotky Regionova. Tyto „dálkové“ osobní vlaky byly zavedeny v relaci Česká Lípa – Louny – Postoloprty. Hustší doprava byla v roce 2017 provozována pouze na úseku Lovosice – Litoměřice, jenž má význam pro dopravu mezi oběma městy.

#### Úsek Česká Lípa – Liberec
Nejmladší část trati, spojující Českou Lípu s někdejším textilním centrem severních Čech – Libercem, si jako jediná dokázala do současnosti přinést status celostátní dráhy. Kromě osobních vlaků, zajišťovaných v roce 2017 jednotkami RegioShark a motorovými vozy řady 843, zde byly provozovány rychlíky Liberec – Ústí nad Labem. Nákladní dopravu zastupuje přeprava vápna a chemikálií pro podnik Diamo ve Stráži pod Ralskem, jež je na trať napojen vlastní vlečkou do stanice Brniště. Menší význam má také přeprava kusových zásilek uhlí do železničních stanic Mimoň a Jablonné v Podještědí. V Liberci je stále používán název dopravního bodu „Liberec ÚTD“ pro bývalé nádraží této dráhy, které však dále slouží pouze pro odstavování a provozní ošetření osobních vagonů Českých drah.

## Železniční tratě ATE
- Ústí nad Labem – Teplice – Duchcov – Most – Chomutov (1858/1870)
- Duchcov/Bílina – Trmice (1874)
- Nordböhmische Transversalbahn: Teplice – Litoměřice – Česká Lípa – Mimoň – Jablonné v Podještědí – Liberec (1900)

## Přehled lokomotiv ATE
| Řada | Číslo ATE (staré)         | Číslo ATE (nové) | Počet | Výrobce                                  | Rok výroby | Uspořádání pojezdu | Číslo ČSD                           | Číslo DR      | Fotografie |
| ---- | ------------------------- | ---------------- | ----- | ---------------------------------------- | ---------- | ------------------ | ----------------------------------- | ------------- | ---------- |
| Ia   | 1–4                       | 1–2              | 4     | Borsig                                   | 1858       | 1B                 | 220.101–102                         | –             |            |
| Ib   | 3–5, 70–73                |                  | 7     | Wiener Neustadt                          | 1887       | 1'B                | 253.201–207                         | –             |            |
| Ic   | 99–100, 140–141           |                  | 4     | StEG                                     | 1900       | 2C-n2v             | 344.501–504                         | neznámé       |            |
| Id   | 145 "GHEGA" 146 "ENGERTH" |                  | 1     | StEG                                     | 1902       | 1C-n2 1C-n3v       | 334.401–402 344.337–338 (přestavba) | 54 537 54 538 |            |
| Ie   | 147–148                   | 211–220          | 10    | Erste Böhmisch-Mährische Maschinenfabrik | 1908–1914  | 1'C-h2             | 344.601–610                         | neznámé       |            |
| If   | 150–152                   |                  | 3     | Wiener Neustadt                          | 1906       | 1'C1'-h2           | 354.801–803                         | 35 401–403    |            |
| IIa  | 5–9                       | 26–30            | 5     | Borsig, Sigl                             | 1859–1868  | C-n2               | 302.1                               | –             |            |
| IIb  | 10-16, 4, 24–36           | 31–59, 63–65     | 32    | Hartmann, Wiener Neustadt                | 1870–1884  | C-n2               | 302.1                               | –             |            |
| IIIa | 17–25                     |                  | 9     | Hartmann                                 | 1869–1874  | C-n2               | 322.301–309                         | –             |            |
| IIIb | 9–16, 81–98               |                  | 26    | Wiener Neustadt                          | 1889–1894  | C-n2               | 322.4                               | 53 7401–7413  |            |
| IVa  | 60–62, 66–69              |                  | 7     | Hartmann                                 | 1882–1888  | D-n2               | 402.2                               | 55 7111–7117  | ATE IVa    |
| IVb  | 101–110                   |                  | 10    | Wiener Neustadt, Floridsdorf             | 1897       | D-n2               | 412.1                               | –             |            |
| IVc  | 111–132                   |                  | 22    | Wiener Neustadt                          | 1899–1910  | D-n2               | 413.2                               | 55 6001–6022  |            |
| X    | 6–7                       |                  | 2     | Wiener Neustadt                          | 1899       | B-n2t              | –                                   | –             |            |
| Xa   | 8                         |                  | 1     | Krauss M. (Wiener Neustadt)              | 1870       | B-n2t              | 200.1                               | –             |            |
| GBK  | 001–003                   |                  | 3     | Erste Böhmisch-Mährische Maschinenfabrik | 1912/1914  | E-n2t              | 514.101–103                         | –             |            |